# Водний баланс Землі
Водний баланс Землі — кількісне вираження планетарного гідрологічного кругообігу, який зумовлює невичерпність водних ресурсів. Водний баланс Землі тісно пов'язаний з тепловим балансом і поряд з ним є одним із найважливих показників для характеристики природних зон. Жива речовина (сукупність всіх живих організмів, що мешкають на нашій планеті) відіграє активну роль у визначенні швидкості кругообігу води на Землі. Підраховано, що вся вода планети проходить через живу оболонку Землі за 2 млн років. Розрахунком складових водного балансу широко користуються в гідрології і в метеорології для вивчення водного режиму.
Водний баланс суші характеризується основною залежністю: кількість атмосферних опадів, що випадають на даній території, дорівнює сумі випаровування, стоку та накопичення (або витрати) води у верхніх шарах літосфери. Для всієї земної кулі за річний період і для середніх багаторічних умов його окремих територій останній член водного балансу дорівнює нулю.
Водний баланс атмосфери істотно залежить від умов атмосферного вологообороту, в ході якого водяна пара переноситься з одних районів в інші. Хоча випаровування з поверхні суші становить близько 2/3 від кількості опадів на континентах, фактично велика частина опадів, що випадають на суші, формується з водяної пари, принесеної повітряними течіями з океанів. Це пояснюється тим, що циркуляція атмосфери забирає із континентів на океани значну частину водяної пари, утвореної місцевим випаровуванням. Різниця між випаровуванням і опадами на континентах, рівна різниці між приходом і витратою водяної пари в атмосфері над континентами, одночасно дорівнює величині річкового стоку з континентів в океани.
Якщо розглядати водний баланс для всієї земної поверхні в цілому, так само як і для всієї атмосфери, то річна сума опадів дорівнює величині випаровування, яка відповідає, за сучасними даними, приблизно 100 см/рік (див. табл.).
Складові водного балансу: опади, випаровування та сток вимірюються на метеорологічних і гідрологічних станціях. Для визначення випаровування, стоку і інших членів водного балансу широко використовуються розрахункові методи.

## Гідросфера
Весь обсяг гідросфери, за сучасними підрахунками, дещо перевищує 1,4 млрд км3. Точність сучасних уявлень про обсяг гідросфери коливається в межах близько 50 млн км3, що відповідає 3% об'єму гідросфери. Така порівняно висока точність пов'язана з найбільш надійним визначенням обсягу Світового океану, що становить майже 94% всього об'єму гідросфери.
| Частини гідросфери                | Об'єм води, тис. км3 | % від загального об'єму |
| Світовий океан                    | 1370323              | 93,96                   |
| Підземні води                     | 60000                | 4,12                    |
| Зокрема зони активного водообміну | 4000                 | 0,27                    |
| Льодовики                         | 24000                | 1,65                    |
| Озера                             | 2801                 | 0,019                   |
| Ґрунтова волога                   | 852                  | 0,006                   |
| Пари атмосфери                    | 14                   | 0,001                   |
| Річкові води                      | 1,2                  | 0,0001                  |
| Всього                            | 1454193              | 100                     |

1 — в тому числі 5 тис. км3 води у водосховищах.

2 — в тому числі близько 2 тис. км3 зрошувальних вод.

## Колообіг води
Надзвичайно важлива властивість кругообігу води полягає в тому, що він, взаємодіючи з літосферою, атмосферою і біосферою, пов'язує воєдино всі частини гідросфери: океан, річки, ґрунтову вологу, підземні води, атмосферну воду. Завдяки круговороту води втрачається дискретний характер гідросфери. Всі води Землі єдині не тільки за їхнім походженням, але і в результаті постійно діючого їх кругообігу.
Механізм кругообігу води діє повсюдно і безперервно. Рушійні сили кругообігу води — теплова енергія і сила тяжіння. Під впливом тепла відбуваються випаровування, конденсація водяної пари і інші процеси, а під впливом сили тяжіння — падіння крапель дощу, течія річок, рух ґрунтових і підземних вод. Часто ці дві причини діють спільно: наприклад, на атмосферну циркуляцію впливають як теплові процеси, так і сила тяжіння.
У кругообігу води виділяються наступні основні ланки: атмосферна, океанічна, материкова, що включає літогенну, ґрунтову, річкову, озерну, льодовикову, біологічну та господарську. Кожна з цих ланок відіграє в круговороті свою особливу роль.
Жодна з перерахованих ланок кругообігу води не являє собою замкнутої системи.

### Атмосферна ланка
Атмосферна ланка круговороту характеризується переносом вологи в процесі циркуляції повітря і утворенням атмосферних опадів. Загальній циркуляції атмосфери притаманна чудова властивість — порівняльна стійкість з року в рік, але при істотній сезонної мінливості.
Розрахунки показують, що середній шар опадів становить на суші 765 мм, в океані-1140 мм, а в цілому для всієї земної кулі — 1030 мм, тобто трохи більше 1 м. В обсязі відповідні величини дорівнюють: для суші — 113, 5 тис. км3 (22%), для океану — 411,6 тис. км3 (78%), для всієї земної кулі — 525,1 тис. км3.
Ці обсяги води кількісно характеризують інтегральний результат кругообігу води на Землі, але вони складаються з великого числа інших процесів, які беруть участь у кругообігу.
Безпосередня роль циркуляції повітря в круговороті води полягає в перерозподілі атмосферної вологи по земній кулі. На материках опадів випадає більше, ніж атмосфера отримує вологи за рахунок випаровування з суші. Різниця, приблизно досягає 40-43 тис. км3 у рік, заповнюється за рахунок переносу вологи атмосфери з океану на сушу. Цей процес має велике значення, оскільки він збільшує водні ресурси материків.

### Океанічна ланка
Для океанічної ланки кругообігу найбільш характерно випаровування води, в процесі якого безперервно відновлюється вміст водяної пари в атмосфері. Досить сказати, що понад 86% вологи надходить в атмосферу за рахунок випаровування з поверхні океану і менше 14% — за рахунок випаровування з суші.
Витрата води на випаровування розподіляється нерівномірно по акваторії океану. Це можна добре бачити по різниці між випаровуванням і опадами. В екваторіальній зоні витрата води на випаровування через велику хмарність менше річної суми опадів. У помірних широтах випаровується води також менше, ніж випадає опадів, але основна причина тут інша — недостача тепла. У тропічній та субтропічній зонах з поверхні океану випаровується вологи більше, ніж випадає. Відбувається це тому, що в зоні пасатів хмарність буває рідше, тепла тут багато, а опадів випадає відносно менше.
Важлива риса океанічної ланки кругообігу води — перенос величезних мас морських вод у формі морських течій.
| Океан                | Площа, млн км2 | Об'єм, млн км3 | Річні витрати перенесених водних мас, млн км3 | Інтенсивність водообміну — відношення об'єму океану до річних витрат (кіль-сть років) |
| Тихий                | 180            | 725            | 6,56                                          | 110                                                                                   |
| Атлантичний          | 93             | 338            | 7,30                                          | 46                                                                                    |
| Індійський           | 75             | 290            | 7,40                                          | 39                                                                                    |
| Північний Льодовитий | 13             | 17             | 0,44                                          | 38                                                                                    |
| Світовий океан       | 363            | 1370           | 21,70                                         | 63                                                                                    |

Океанічні течії відіграють велику кліматоутворюючу роль, тому їхній вплив на круговорот води в основному позначається через клімат. Морські течії переносять води на три порядки більше, ніж усі річки світу, а зумовлений ними водообмін в 50 разів інтенсивніше водообміну, викликаного атмосферними опадами, що випадають на поверхню океану, і випаровуванням. З цієї причини внутрішній океанічний водообмін набагато інтенсивніше зовнішнього, зумовленого круговоротом прісної води.

### Літогенна ланка
Літогенна ланка круговороту води, іншими словами, участь підземних вод в круговороті води, дуже різноманітна. Глибинні підземні води, головним чином розсоли, вкрай слабко пов'язані з верхніми шарами підземних вод і з іншими ланками кругообігу води. Накопичення глибинних підземних вод у деяких областях відбувалося протягом багатьох мільйонів років. Вельми повільно просочуючись углиб і поповнюючись за рахунок дегазації мантії, на глибинах (найчастіше більше 1-2 км) утворилися величезні скупчення води. Але їхня участь у кругообігу води виражено досить слабо.
Глибинні підземні води, якщо порівнювати з кругообігом води — явищем природи вельми динамічним, практично стабільні. Їхній обсяг досить незначно змінюється протягом коротких періодів часу. Вони зазвичай сильно мінералізовані, аж до міцних розсолів, що й служить головною ознакою слабкого обміну.
Прісні підземні води залягають переважно в зоні активного водообміну, у верхній частині земної кори, що дренується річковими долинами, озерами і морями. Саме завдяки інтенсивному водообміну, відносно частим переходам через фазу конденсації атмосферної вологи, ці води слабо мінералізовані, практично прісні.

### Ґрунтова ланка
До літогенної ланки відноситься також і ґрунтова, оскільки ґрунтова вода пов'язана з самою верхньою частиною земної кори. Разом з тим є всі підстави для виділення ґрунтових вод, або, як частіше прийнято називати, ґрунтову вологу, в особливу ланку круговороту. Ґрунтова волога відрізняється від підземних вод деякими особливостями. По-перше, ґрунтова волога пов'язана з біологічними процесами в набагато більшій мірі, ніж підземні води. Ґрунтовий покрив, до якого приурочена ґрунтова волога, представляє не чисто мінеральну масу, доданки гірських порід, а містить більшу або меншу кількість гумусу. По-друге, ґрунтова волога в більшій мірі, ніж підземні води, пов'язана з характером погоди. Під час дощів або при сніготаненні відбувається інфільтрація, що збагачує ґрунт вологою, але в суху пору вона швидко витрачається на випаровування. З цієї причини вміст вологи в ґрунті на більшій частині суші буває нестійким. Випаровування відбувається не тільки з поверхні ґрунту; ґрунтова волога витрачається також на транспірацію, яка представляє виключно важливий процес життєдіяльності рослин, причому коріння рослин поглинають вологу з тієї глибини, на яку вони поширюються. Таким чином, ґрунтова волога являє собою один з важливих факторів життєдіяльності рослин. Ось чому випаровування з суші не можна розглядати як марний процес. Він, як ми вже бачили, відіграє велику роль в круговороті води, так як збагачує атмосферу вологою. З цієї точки зору і випаровуванню з поверхні океану належить дуже важливе значення в процесах водообміну.
У тих випадках, коли ґрунтової вологи недостатньо, а інші компоненти родючості ґрунтового покриву, а також теплові ресурси атмосфери є в надлишку, застосовується штучне зрошення, завдання якого — забезпечити достатньою кількістю ґрунтової вологи сільськогосподарські культури.
Ґрунтовою вологою, крім того, живляться підземні води.
Просочування ґрунтової вологи углиб — друге джерело витрачання ресурсів ґрунтової вологи. Живлення підземних вод дуже інтенсивно відбувається в місцях великого зволоження ґрунту, особливо в лісах, де ґрунтовий покрив сильно розпушений кореневою системою рослин і тому має високі інфільтраційні і водопроводячі властивості. Рясно живляться підземні води також і на ділянках, зайнятих озерами, водосховищами і під руслами річок. Такі місця, де ґрунтова волога і поверхневі води проникають всередину і живлять підземні води, відомий російський ґрунтознавець і гідролог Г. Висоцький назвав потускуламі. У посушливих районах потускулів мало і витрата води через них невелика, тому відновлювані запаси підземних вод в таких умовах менше, ніж у добре зволожених районах, де потускули займають значні простори і мають більшу водопропускну здатність. Головним чином з цим явищем пов'язана зональність підземних вод, про яку було сказано вище.
Хоча одноразовий об'єм ґрунтової вологи відносно невеликий, але вона швидко змінюється і, як ми бачили, відіграє велику роль в круговороті води, в біогенних процесах і в господарському житті. Ґрунтова ланка круговороту має великий вплив не тільки на формування підземних вод, але також і на водоносність і водний режим річок. Одним словом, ґрунт — свого роду посередник між кліматом, метеорологічними факторами, з одного боку, і явищами гідрологічного режиму (підземних вод, річок і озер) — з іншого.
Вплив ґрунтового покриву на кругообіг води і водний баланс суші досить різноманітний і суттєвий.
Ґрунтовий покрив, як ми бачимо, являє собою свого роду арену, на якій розгортаються багато процесів круговорота води: в процесі інфільтрації утворюється ґрунтова волога, вона витрачається на випаровування і транспірацію, а також живить підземні води.
Надзвичайно важливо, що на водний баланс впливають не тільки стійкі природні водно-фізичні властивості ґрунтового покриву. Ці властивості піддаються перетворенням в результаті сільськогосподарської обробки ґрунтового покриву або шляхом посадок лісу. Аналогічний результат досягається шляхом осушення заболочених земель, урбанізацією і промисловим будівництвом.

### Річкова ланка
Річкова ланка круговороту води вивчена краще за інших. І це не випадково. Людина здавна селилася уздовж річок, просувалася по річках в невідомі країни, пила річкову воду, їла рибу, виловлену в річках. З розвитком продуктивних сил людина стала використовувати річкові води для зрошення, а в подальшому — як джерело енергії, спочатку зводячи на них примітивні млинові колеса, а потім гідроелектростанції аж до сучасних потужністю в декілька мільйонів кіловат.
Стародавні культури багатьох народів нерозривно пов'язані з річками: єгипетська — з Нілом, ассирійська і вавилонська — з Євфратом і Тигром, індійська — з річками Інд і Ганг. Люди залежали від режиму річок — страждали від їхніх повеней і разом з тим використовували розливи для зрошення полів. Але все це служило поштовхом до пізнання властивостей і закономірностей водного режиму. Вже в XX ст. до н. е. в Давньому Єгипті проводилися спостереження над рівнями води Нілу. У Асуані зберігся найдавніший нілометр. Нілометр більш пізнього часу існує на о-ві Рода в межах м. Каїра. Ці споруди перебували у віданні жерців, які провіщали народу, який очікується врожай. Такий зв'язок між рівнями води в річці і урожаєм не випадковий: при високих паводках розлив річки поширювався на велику площу і був більш тривалим, що обіцяло високий урожай, при низьких паводках — урожай знижувався. З початку мусульманської епохи на каїрському нілометрі щорічно відзначалася висота паводку. Так збереглися відомості про паводкові підйоми рівнів Нілу майже за 12 століть.
Всі джерела живлення річок діляться на дві групи: поверхневі і підземні. Поверхневий сток, або вода, що стікає в русла річок по поверхні ґрунту, може бути різного походження. Від танення снігового покриву утворюється сніговий сток, при випаданні дощів — дощовий. В особливу групу виділяється високогірний сніговий (тобто від танення багаторічних снігів) і льодовиковий сток. Різниця в сніговому стоці рівнинних і високогірних районів полягає в тому, що перший зазвичай спостерігається навесні, а в горах, як і на Крайній Півночі, — влітку.
Високогірне живлення річок часто називають альпійським — за аналогією з річками Альп, вперше вивченими в цьому відношенні. На околицях полярних льодовикових щитів Гренландії та Антарктиди утворюються своєрідні річки, поточні серед крижаного поля в руслах з льоду. Вони з'являються на період короткого полярного літа і живляться за рахунок абляції поверхні крижаних щитів. Цікаво, що з року в рік такі річки утворюються в одних і тих же руслах. Отже, вони носять постійний характер і подібні річкам сухих степів, напівпустель і пустель, які живляться протягом коротких періодів танення снігового покриву та випадання рясних дощів. У періоди між сніготаненням і між дощами річки цих районів пересихають, у зв'язку з тим що вони слабо живляться підземними водами або підземний сток у них зовсім відсутній.
Усі види поверхневого стоку утворюють на річках паводки, тривалість яких змінюється в значних межах.
З точки зору інтересів людини поверхневий сток з території полів, лугів, лісів більше негативне явище, ніж позитивне. По-перше, він джерело безповоротних втрат води для сільськогосподарських полів, що особливо відчутно в районах недостатнього зволоження. По-друге, в процесі стікання води по поверхні відбувається змив ґрунту, утворюються промоїни та яри; в горах виникають грізні брудо-кам'яні потоки — селі; ерозія завдає величезної шкоди господарству. По-третє, поверхневий сток, як уже було сказано, утворює паводки, що викликають розливи річок і повені, які завдають великої шкоди господарству. Нарешті, паводковий сток для більшої частини господарських потреб не можна використовувати без попереднього регулювання за допомогою водосховищ або меліоративних споруд, що вимагає великих витрат.
Надзвичайно важлива риса річкової ланки кругообігу води полягає в тому, що воно не обмежується перенесенням чистої води. Вода в процесі свого руху в гірських породах до виходу її в річки, а також стікаючи по поверхні розчиняє гірські породи і ґрунт, і збагачується розчиненими іонами. Механічна робота води служить причиною ерозії, в результаті якої вода збагачується наносами. Таким чином, в процесі кругообігу відбувається не тільки переміщення величезних мас води, а й перенесення з суші в океан (або в безсточні озера) продуктів хімічної і механічної денудації.

### Озерна ланка
Озерна ланка круговороту води нерозривно пов'язана з річковою. Озер, не пов'язаних з річками, дуже мало: вони або проточні, або в них впадають річки.
Що найбільш характерно для озер як для однієї з ланок кругообігу води? По-перше, випаровування, яке з поверхні озер більше, ніж з суші, яка їх оточує. Відбувається це тому, що бувають періоди, коли ґрунт на поверхні сухий, і волога, що витрачаються на випаровування, відсутня. Вода ж в озерах завжди є, і випаровування з них не припиняється.
Атмосфера одержує щорічно приблизно 500–600 км3 додаткової води за рахунок випаровування з озер, але в порівнянні із загальною кількістю води, що витрачається на випаровування, ця добавка досить незначна. Якщо оцінити цю роль озер, включаючи болота, які також витрачають на випаровування більше води, ніж навколишні незаболочені частини суші, то зазначену величину потрібно приблизно потроїти, але і тоді вона ледь досягне 3% загальної витрати води на випаровування з суші.
Важлива особливість озер і водосховищ полягає в тому, що вони являють собою більш або менш замкнені біогеоценози, або екологічні системи, в яких протікає складний комплекс взаємопов'язаних процесів: механічного характеру (течії, хвилювання, рух наносів), фізичного (термічні, льодові явища), хімічного і біологічного. У водоймах високого ступеня проточності ці процеси наближаються до умов річок. Але великі озера з відносно слабкою проточністю (наприклад, такі, як Байкал, Ньяса, Танганьїка, Вікторія, Верхнє, Мічиган), що мають більший обсяг водної маси в порівнянні з її притокою, відрізняються своєрідністю екосистем. Такі екосистеми найбільш чутливо реагують на різні господарські впливи, особливо негативно на будь-які органічні забруднення.

### Біологічна ланка
До біологічних процесів, що найбільш відчутні у кругообігу води, відноситься транспірація, що представляє складний, важливий для життєдіяльності рослин процес. При поглинанні ґрунтової вологи корінням рослин з водою в рослину надходять розчинені у воді мінеральні та органічні речовини — їжа рослин. Життєдіяльність рослин, приріст рослинної маси, урожай залежать від регулярності надходження води.
Кількість води, транспірованій різними рослинами, коливається у великих межах. У посушливих країнах поширені ксерофітні рослини, що мать здатність транспірувати відносно малу кількість води.
Транспіраційну здатність рослин часто оцінюють за коефіцієнтом транспірації, що характеризує обсяг води, який повинен витратитися для утворення одиниці маси сухої речовини рослини.
Витрата води на транспірацію залежить від великої кількості факторів: від характеру самої рослини (ступеня її ксерофітності), від умов погоди, від наявності вологи в ґрунті. У суху спекотну погоду рослина потребує витрачання великої кількості води на транспірацію. Якщо в ґрунті її недостатньо, рослина в'яне.
Випаровування з ґрунту не можна розглядати ізольовано від транспірації. Під пологом лісу з поверхні ґрунту випаровується мало води, незалежно від її наявності на поверхні. Так відбувається тому, що сонячна радіація слабко проникає через крони дерев. Крім того, під пологом лісу швидкість руху повітря сповільнюється, і він більше насичене вологою. У цих умовах основна частина випаровування вологи відбувається за рахунок транспірації.
Співвідношення між транспірацією, яка по суті є продуктивним випаровуванням, і випаровуванням безпосередньо з ґрунту — непродуктивним змінюється від сезону до сезону залежно від фаз розвитку рослин.
В середньому витрата води на транспірацію становить не менше половини сумарного випаровування з суші, тобто близько 30-35 тис. Км3 на рік. Ця величина рівнозначна майже 7% від випаровування з поверхні земної кулі, включаючи і океан.

## Ресурси Інтернету
- Water Balance  [Архівовано 21 червня 2013 у Wayback Machine.]